# Metagrion connectens
Metagrion connectens is een libellensoort uit de familie van de Argiolestidae, onderorde juffers (Zygoptera).
De soort staat op de Rode Lijst van de IUCN als onzeker, beoordelingsjaar 2007.
De wetenschappelijke naam van de soort is voor het eerst geldig gepubliceerd in 1956 als Argiolestes connectens door Lieftinck.